# کانفیدنس (آیووا)
کانفیدنس (به انگلیسی: Confidence) یک منطقهٔ مسکونی در ایالات متحده آمریکا است که در آیووا واقع شده‌است. کانفیدنس ۳۱۴٫۸۶ متر بالاتر از سطح دریا واقع شده‌است.